# Бірен Баснет
Бірен Баснет (нар. 20 жовтня 1994, Пунакха, Бутан) — бутанський футболіст, центральний півзахисник індійського клубу «Кварц Калькут» та національної збірної Бутану.

## Клубна кар'єра
Футбольну кар'єру розпочав у «Друк Стар», який у сезоні 2010 року уникнув вильоту з Дивізіону А, проте в сезоні 2011 року не виступав, тому не зрозуміло в якому турнірі він грав. У 2012 році переїхав до Тхімпху, де підписав контракт з «Уг'єн Академі», з яким наступного року виграв національний чемпіонат. Завдяки тріумфу в національному чемпіонаті команда Бірена взяла участь у кубку Президента АФК, де роступилися (0:1) ланкійському «Ейр Форс», пакистанському КРЛ (0:3) та бангладеському «Шейх Руссел» (0:4).

## Кар'єра в збірній
У футболці національної збірної Бутану дебютував 2012 року в програному (0:5) товариському матчі проти Таїланду. Зіграв у футболці збірної в програному (0:3) поєдинку групового етапу кубку Південної Азії 2013 проти Афганістану. Також виходив на поле з лави для запасних у двох програних матчах групового етапу, проти Мальдів (2:8) та проти Шрі-Ланки (2:5).

### Голи за збірну
| #  | Дата          | Місце                        | Суперник | Рахунок | Результат | Змагання                           |
| -- | ------------- | ---------------------------- | -------- | ------- | --------- | ---------------------------------- |
| 1. | 8 жовтня 2015 | Чанглімітанг, Тхімпху, Бутан | Мальдіви | 3–4     | 3–4       | кваліфікація чемпіонату світу 2018 |